# بصلة القضيب
بصلة الجسم الإسفنجي للقضيب (كما سماها جورج لودفيغ كوبلت) هي تضخم بسيط يقع مباشرة قبل أن يلتقي كل ساق في القضيب بمقابله.
تعد بصلة القضيب مقابلة لبصلة دهليز المهبل.

## صور إضافية

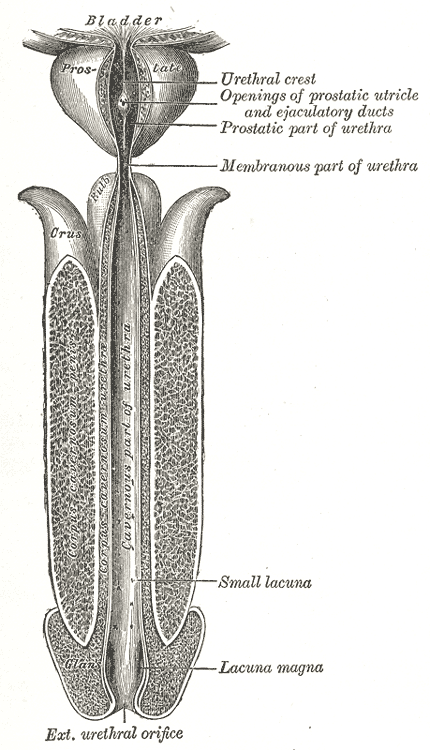
إحليل ذكري.
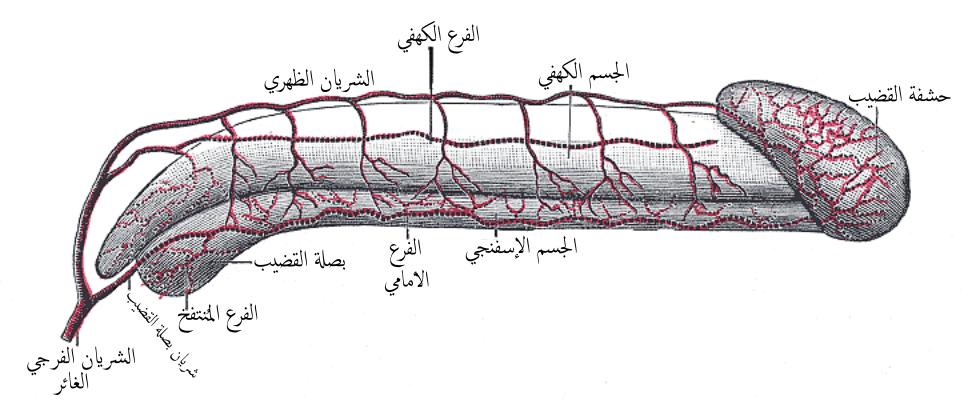
مخطط لشرايين القضيب.